# チーナ・カーロリ
チーナ・カーロリ（ウクライナ語: Тіна Кароль、ラテン文字表記:Tina Karol、本名：テチャーナ・フルィホーリウナ・リベルマーン、ウクライナ語: Тетяна Григорівна Ліберман、1985年1月25日 - ）は、ウクライナの歌手・女優である。
国民的歌手と認められており、「ウクライナのブリトニー・スピアーズ」と呼ばれることもある。

## 概要
ソビエト連邦時代の1985年にロシア・ソビエト連邦社会主義共和国極東のマガダン州オロトゥカーン居住区に住まうウクライナ系ユダヤ人の一家に生まれた。
6歳のとき、父とともに西ウクライナのイヴァーノ＝フランキーウシクへ移住した。普通科学校の11クラスを修了後、音楽学校のピアノ科へ入学し8年間学んだ。
音楽学校を卒業後、キーウのR・M・グリエール記念キエフ国立高等音楽院に入学した。現在は国立航空大学の通信教育学生として経営学と記号論理学を学んでいる。また、同時にウクライナ軍の歌舞団でソリストとしても活動している。軍務のため、2005年にはウクライナの国際平和調停部隊の一員としてイラクやコソヴォに派遣されている。
ユース、地方、国際を問わずユダヤ音楽、ミュージカル、演劇などに関する多くのフェスティバルやコンクールに参加し、20以上のグランプリや最高賞を獲得している。特に、2006年にはウクライナを代表してユーロビジョン・ソング・コンテストに参加し、第7位を獲得している。これまで、自身の演奏会の開催の他、テレビ出演も多く行っている。また、2006年後半はロシアで新作映画の撮影に取り組んでいる。

## 生きたち
ティナ・カロリは、1985年1月25日にソビエト連邦（現ロシア）のマガダン州・オロトゥカン町で生まれた。父グリゴリー・リベルマンは建設会社の主任設計技師を務め、母スヴェトラーナ・リベルマン（旧姓ジュラヴェリ）はエンジニアとして働き、その後ウクライナ年金基金に勤務した。兄のスタニスラフ・リベルマンは弁護士であり、キーウの法律事務所の共同経営者である。
1992年、7歳の時に家族とともに母の故郷であるウクライナのイヴァーノ＝フランキーウシクへ移住し、現地の第22学校に入学した。カロリは自身のユダヤ姓「リベルマン」によって学校で差別を受けることがあったと語っていた。幼少期より音楽に興味を持ち、地元の音楽学校でピアノを学ぶとともに、多くの音楽コンクールやフェスティバルに参加した。主な参加歴には、「スピヴァノチカ＝ジャゾチカ」（1996年）、「金のトレムビータ」、「若きスターたちのプリカルパティア」（1997年）、「才能あるウクライナ」（1998年）、「黒海ゲームズ」、「黄金のチク」（1999年）、「エーデルワイス」、「7つの文化」（2001年、イスラエル代表として参加）などがある。

### 学生時代
2000年、中等教育修了後、キーウに移りキーウ・グリエール音楽大学（旧キーウ高等音楽学校）に進学し、ポピュラー・ボーカルを専攻した。恩師のタチアナ・ルーソヴァによると、「カロリは卓越した歌唱力と独自のスタイルを持つ一方、自己主張の強い性格でもあった」という。音楽大学の学長で作曲家のアレクサンドル・ズロトニクの推薦を受け、2003年にキーウ・オペレッタ劇場で上演されたミュージカル『エクアトール』のマーガレット役に抜擢された。また、学業において優秀な成績を収め、ウクライナ最高会議から奨学金を授与された。
2004年にキーウ・グリエール音楽大学を卒業し、その後、カロリはウクライナ国防省の歌と踊りのアンサンブルにソリストとして参加した。2005年には国立航空大学(NAU)の管理と物流学部を通信制で卒業し、第二の学位を取得した。
音楽活動初期に「チーナ・カロリ」という芸名を採用し、後に正式に改名した。

## 経歴
- 1996年 – «Спиваночка-джазочка»に参加、3位を獲得した。
- 1997年 - «Золоті трембіти»と«Юні зірки Прикарпаття»(沿カルパチアの若いスターたち)に参加、ともに1位を獲得した。
- 1998年 - «Таланти твої, Україно»と«Шолом, Украина»に参加、ともに1位を獲得した。
- 1999年 - «Різдвяні зустрічі у Братів Блюза»では2位、«Чорноморські ігри»(黒海ゲーム)では3位、«Золотий тік»ではグランプリ、«Під однією зіркою»(ひとつの星の下で)では1位を獲得、この他にフェスティバル«Мы дети твои, Украина»(ウクライナ、私たちはあなたの子供です)に参加した。
- 2000年 – アメリカ合衆国のニューヨーク、フィラデルフィア、ダラス、デトロイト、ヒューストン、ミルウォーキー各都市で開催された慈善フェスティバルで行われた17のコンサートに参加した。
- 2001年 - «Молодая Галичина»(若きハルィチナー)では2位、«Едельвейс»(エーデルワイス)では1位を獲得、«Сім культур»(7つ芸術)のではイスラエルへ赴いた。
- 2002年 - 演劇のコンクール«Перший всеукраїнський конкурс артистів естради»(第1回全ウクライナ・エストラーダ俳優コンクール)では2位、«Первый всеукраинский конкурс израильской песни»(第1回全ウクライナ・イスラエルの歌コンクール)では1位を獲得、ガラコンサート «Славянский базар»(スラヴのバザール)ではウクライナの代表を務めた。
- 2003年 - ウクライナ軍の歌舞団に入り、ソリストを務める。「ウクライナ国会の奨学金」とキエフ市からの謝礼を受ける。アレクサンドル・ズロートニクのミュージカル『赤道』(«Екватор»)には「Т. Либерман」のクレジットで出演し、主演女性役のマルガレートを演じた。
- 2004年 – キエフ青年劇場で行われたアレクサンドル・ゼクンの演劇『聖神降臨祭』(ペンテコステ；«Духів день»)に「Т. Либерман」のクレジットで出演し、マールファ＝ブィリーツァ役を演じた。コンクール«Нью-Йорк - Киев - Тель-Авив»(ニューヨーク＝キエフ＝テルアビブ)でグランプリ、ミス・コンテスト«мисс Галичина»(ミス・ハルィチナー)で優勝を飾った。オーストリアのアソルで催されたミュージカル『アソル』(«Ассоль»)では、主役を演じた。演劇『馬の卵』(«Яйцо лошади»)でも主役を演じた。この舞台では全編通じてア・カペラで歌った。また、ユーロビジョン・ソング・コンテスト2004の準決勝に参加した。なお、この年ウクライナの代表に選ばれたルスラナは、本選で見事第1位を獲得した。
- 2005年 - ロンドンのイギリス王室で開催されたで開かれたロシアの慈善ダンスパーティーに参加した。ソロアルバムを製作した。ラトヴィアのユールマラで開催されたボーカリストの国際コンテスト「New Wave-2005」では、第2位を獲得、東側諸国の大歌手で女優のアーラ・プガチョーヴァから賞を授与された。さらに、これまでの業績によりウクライナの「国民俳優」の称号を得た。同称号保持者としては最年少者である。ウクライナのイラク平和調停部隊派遣に際しては、率先して派遣部隊に参加した。また、コソヴォへの部隊派遣にも参加した。最初のアルバム«Show me your love»を発表。
- 2006年 – 3月11日にはコンクール«Ти - зірка!»(君がスターだ!)に参加した。英語による«I Am Your Queen»(私はあなたの女王さま)で、ユーロビジョン・ソング・コンテストへの代表先行コンクールを突破した。5月18日から20日にかけてギリシャの首都アテネで行われたユーロビジョン・ソング・コンテスト2006にウクライナ代表として参加、«I Am Your Queen»を作り直した«Show Me Your Love»(あなたの愛を私に見せて)を歌った。準決勝で第7位、決勝でも145点を獲得して第7位となった。2枚目のアルバム«Ноченька»を発表。
- 2007年 - 3枚目のアルバム«Полюс притяжения»を発表。また、チーナ、フィリップ・キルコーロウ、アーラ・プガチョーヴァが役を演じる舞台用の«Большие приключения Паутинки»という物語を書いた。12月6日に1+1で放送されたウクライナ軍にとって初めてのミュージック・クリップとなる「ジールクィ・ヴァールミイ(Зірки в армії:「軍のスターたち」)」に出演。なお、この年まではホームページはウクライナ語であったが、ロシア語に改められた。
- 2008年 - 3月25日、「Viva!」誌にて「2007年のウクライナで一番美しい女性」に選ばれる。